# Hvorfor tænke på i morgen
Hvorfor tænke på i morgen è l'album di debutto della cantante danese Louise Espersen, pubblicato il 4 giugno 2009 su etichetta discografica Sony Music Denmark.

## Tracce
1. Jeg snakker med mig selv – 2:09
2. Ta' med ud å fisk – 2:25
3. Du skal bare ta' det roligt – 2:24
4. Det' et held – 2:35
5. Blå sko med røde såler – 2:26
6. La' nu vær' – 3:03
7. Moar – 2:17
8. I aften – 2:36
9. Lille frøken himmelblå – 2:27
10. Hvorfor tænke på i morgen – 2:44
11. No'et sjovt – 2:51
12. Bare 16 år – 2:50
13. Mor her skal ud å rokke – 2:01
14. Lille spejl på væggen – 2:13
15. Hold jer væk fra Jack – 2:50
16. Ka' du ha' det – 2:23

## Classifiche
| Classifica (2009) | Posizione massima |
| ----------------- | ----------------- |
| Danimarca         | 37                |